# Чёрный рыцарь (неопознанный объект)
«Чёрный рыцарь» (англ. Black Knight), или «Чёрный принц», — городская легенда об искусственном спутнике Земли внеземного происхождения.

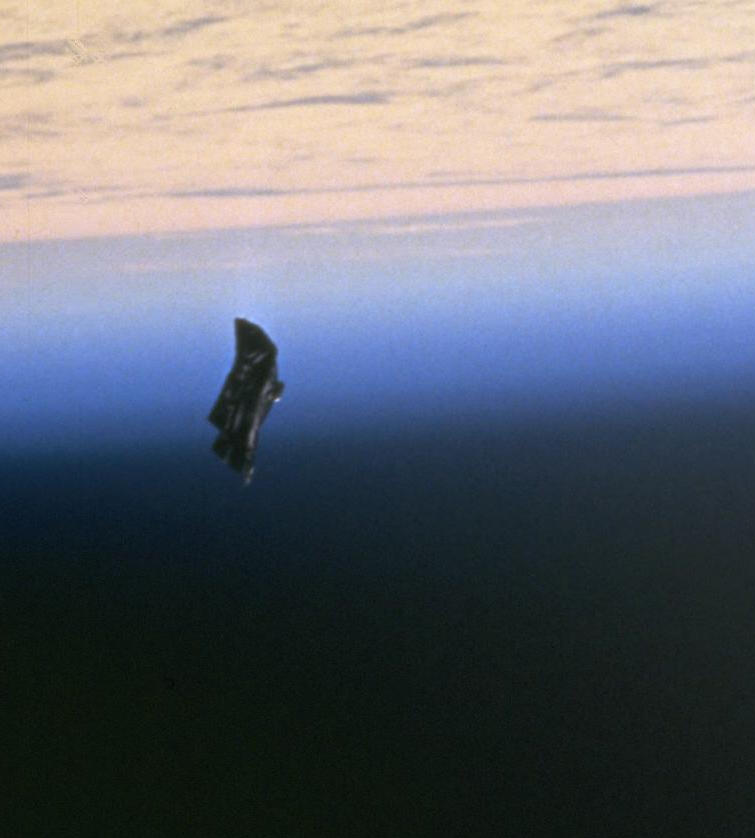
Увеличенный фрагмент фотоснимка НАСА STS088-724-66, сделанного с борта шаттла «Индевор» 11 декабря 1998 года. Согласно легенде, объект в кадре — «Чёрный рыцарь»

## Легенда
Согласно легенде, «Чёрный рыцарь» — космический аппарат внеземного происхождения, прибывший от одной из звёзд созвездия Волопас и обращающийся вокруг Земли в течение приблизительно 13 000 лет. По мнению специалиста по поддержке образования из планетария Армы (Северная Ирландия) Мартины Редпат, эта легенда является сформировавшейся в Интернете компиляцией не связанных между собой фактов: наблюдений необычных явлений и засекреченных космических аппаратов, неверных интерпретаций фотоснимков, авторских вымыслов. Ведущий научно-популярного подкаста Skeptoid Брайан Даннинг отмечает, что название «Чёрный рыцарь» на самом деле не использовалось ни одним из реальных наблюдателей упоминаемых легендой неопознанных объектов и сигналов, а его тривиальный характер не позволяет установить, когда это название стало связующим компонентом легенды.

## Упоминания
В 1966 году на математическом конгрессе в Москве французский учёный, уфолог и писатель-фантаст Жак Валле, защитивший в Северо-Западном университете (Чикаго, США) докторскую диссертацию «по вопросу о слежении за искусственными спутниками Земли», обратился к советскому писателю-фантасту Александру Казанцеву с предложением опубликовать в советской прессе совместную статью о «загадочных явлениях в земной атмосфере и ближнем космосе». Через год в журнале «Техника — молодёжи» вышла их статья «Что летает над Землёй?». В ней Валле упомянул «странные неопознанные спутники Земли, по крайней мере один из которых движется в противоположную сторону, чем все запущенные в СССР и США». Позже, в очерке «Из космоса — в прошлое. Размышления фантаста» Казанцев отметил, что запуск искусственного спутника с Земли в направлении против её суточного вращения значительно затруднён, и упомянул используемое на Западе название странного спутника: «Чёрный Принц».

### Изображения
Широкую известность получили изображения находящегося в околоземном пространстве объекта, сделанные в 1998 году во время миссии STS-88 шаттла «Индевор», а также различные фотомонтажи на их основе. Легенда интерпретирует их как изображения «Чёрного рыцаря». Согласно объяснению бывшего сотрудника НАСА Джеймса Оберга, на снимках и видеоматериалах запечатлено теплоизолирующее покрывало, предназначавшееся для установки на наружной поверхности модуля МКС «Юнити» и случайно упущенное Джерри Россом во время работы в открытом космосе.

### В культуре
У шведского певца и композитора Петера Тэгтгрена, в индастриал-проекте Pain в альбоме "Coming Home" есть песня "Black Knight Satellite" о данном явлении.
Так же, у группы LOAD имеется свой трек "Black Knight Satellite".

## Комментарии
1. ↑  Фраза выделена в оригинальной публикации.